# Hyperius davidis
Hyperius davidis är en skalbaggsart som beskrevs av Leon Fairmaire 1878. Hyperius davidis ingår i släktet Hyperius och familjen Melolonthidae. Inga underarter finns listade i Catalogue of Life.